# Numérotation des immeubles
 (septembre 2009).
Si vous disposez d'ouvrages ou d'articles de référence ou si vous connaissez des sites web de qualité traitant du thème abordé ici, merci de compléter l'article en donnant les références utiles à sa vérifiabilité et en les liant à la section « Notes et références ».

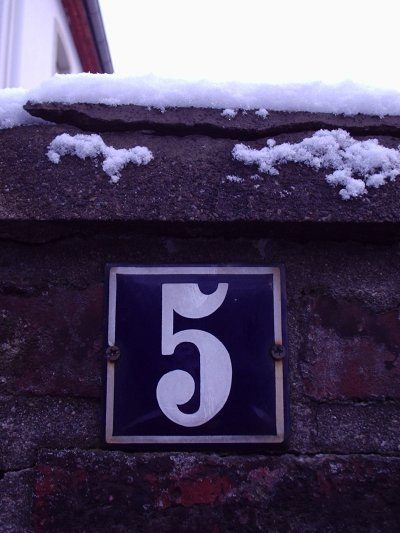
Exemple de numérotation d'une maison en Allemagne : ici, le bâtiment porte le numéro 5.

La numérotation ou le numérotage des immeubles est un système permettant d'assigner un nombre unique à chaque bâtiment d'une voie urbaine ou urbanisée (rue, avenue, etc.), ou d'un quartier, afin de faciliter sa localisation.
Les systèmes utilisés diffèrent suivant les endroits, parfois à l'intérieur d'un même pays voire d'une même ville. Ces systèmes se généralisent dans les pays occidentaux à partir du XVIIIe siècle, les personnes se guidant auparavant dans les villes grâce aux enseignes. Dans des régions peu peuplées, il peut arriver qu'il n'existe aucun numérotage.

## Terminologie
« Numérotation » et « numérotage » sont couramment utilisés comme synonymes mais le premier terme indique le résultat de l'action du second que l'on trouve régulièrement dans les textes administratifs.

## Principes généraux

### Numérotage séquentiel

Schéma d'une numérotation séquentielle standard, avec les numéros pairs d'un côté et les numéros impairs de l'autre.

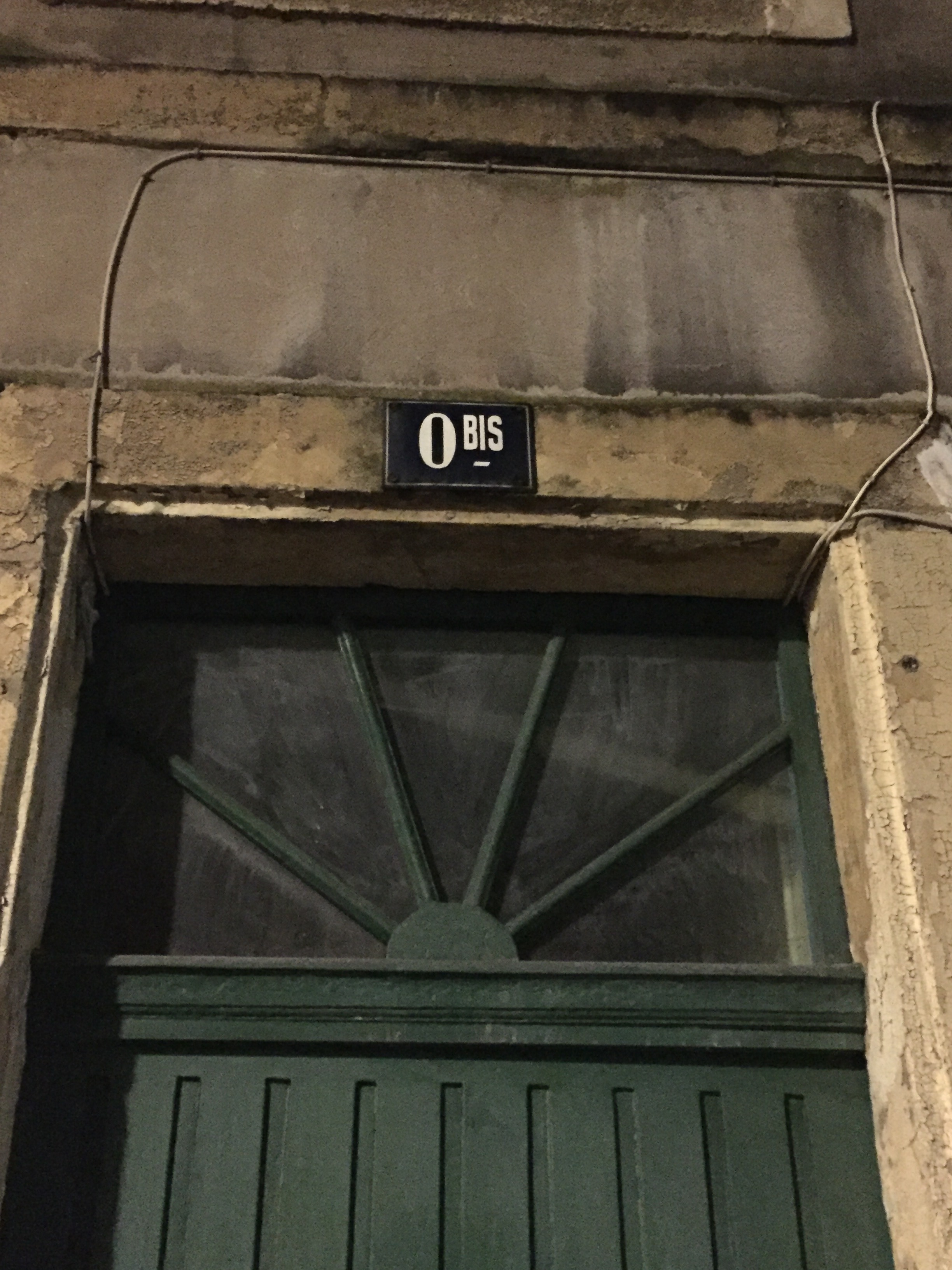
Un immeuble numéroté "0bis" dans la numérotation séquentielle à Metz, quartier Outre-Seille.

Dans le numérotage séquentiel, les immeubles sont numérotés de 2 en 2, depuis le début de la voie. Les numéros pairs (2, 4, 6, etc.) sont regroupés d'un côté de la voie et les numéros impairs de l'autre. La position à gauche ou à droite des numéros pairs ou impairs varie selon les pays, et même les villes. Ce numérotage convient aux zones déjà urbanisées, ou quand les distances entre immeubles sont insuffisantes pour que d'autres constructions s'y insèrent. Il est courant en Europe. Bien que l'habitude soit de numéroter à partir de 1 et 2, certaines rues sont dotées d'un numéro 0 : 0, rue Paul-Doumer à Aix-en-Provence, 0, rue de la Baue à Metz, 0 et 0Bis, rue du Grand-Wad à Metz. Cette anomalie est corrigée si possible, prenant le numéro d'une rue perpendiculaire ou partageant le no 2 du domicile voisin.
Dans certains cas (quais ou anciens quais, places, impasses...), les numéros pairs et impairs peuvent se retrouver du même côté de la voie. On peut citer comme exemple l'allée de l'Île Gloriette à Nantes.
Lorsqu'une parcelle ou un immeuble est découpé en plusieurs bâtiments, ceux-ci peuvent garder l'ancien numéro auquel on adjoint une lettre (« a », « b », « c », etc.), ou un nombre séparé par un tiret (exemple 1644-2 route de Repenti, anciennement 2520 ; on trouve ici un exemple de renumérotation laissée au libre arbitre), ou d'autres mentions (« bis », « ter », etc.) afin d'être différenciés. A contrario, si des parcelles sont fusionnées, le bâtiment résultant peut se voir attribuer l'ensemble des numéros préexistants (par exemple, si trois parcelles « 81 », « 83 » et « 85 » sont regroupées, elles peuvent devenir le numéro « 81-85 »).

### Numérotage métrique

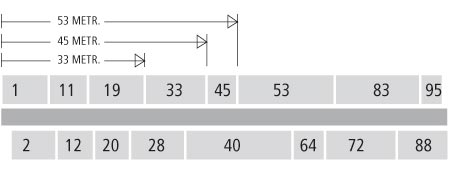
Schéma d'une numérotation extra-urbaine.

Dans le numérotage métrique, les numéros des propriétés (petite habitation, immeuble, établissement, entreprise, etc.) représentent la distance (généralement en mètres) séparant le début de la parcelle du début de la voie. Ce système convient plus souvent aux zones peu construites ou en cours d'urbanisation, car chaque nouvelle propriété bâtie entre deux autres existantes ne nécessite pas de numéroter à nouveau les suivants, ni même d'ajouter un bis, ter, quater, etc. au numéro précédent. Le risque de ce système est de se retrouver avec des numéros très grands de l'ordre du millier.

### Numérotage par bloc
Le numérotage peut être regroupé par pâtés de maisons, par blocs ou par quartiers. Il peut adopter plusieurs formes :
- par blocs réguliers : particulièrement fréquent dans les villes organisées selon un plan en damier, ce numérotage est une variante du numérotage séquentiel qui consiste à sauter à la dizaine ou la centaine suivante quand on passe au pâté de maisons suivant. Par exemple, de 0 à 100 pour le premier bloc, puis de 100 à 200 pour le second bloc, etc. Un bloc est déterminé par une voie transversale ;
- par ordre (chronologique?) de construction dans un bloc comme à Tokyo.

### Point de départ
L'ordre à partir duquel les immeubles sont numérotés nécessite de déterminer le point d'origine de l'artère. Celui-ci peut être défini par rapport au centre-ville, à une place, à un axe de circulation (comme d'un fleuve, par exemple), à un bâtiment public (une mairie) ou un monument. Pour les places et les impasses, il peut arriver que les numéros se suivent dans le sens des aiguilles d'une montre.

## Exemples

### Amérique

#### Généralités
Dans la plupart des pays d'Amérique, le numérotage par la distance est le plus fréquent. En conséquence, des numéros à 4 ou 5 chiffres sont fréquents.
Dans les villes où les rues forment une grille, le numérotage est souvent séquentiel par bloc. Les adresses sont alors incrémentées de 100 à chaque jonction pour les lier au numéro de voies. Par exemple, à Cleveland (Ohio), un bâtiment situé 900 Euclid Avenue sera situé à la jonction entre Euclid Avenue et 9th Street.

#### Canada et États-Unis
À San Francisco, les immeubles sont numérotés à partir de l'une des extrémités de la rue. Par conséquent, des rues parallèles peuvent être numérotées dans des directions opposées.
Dans certaines villes, New York par exemple, le numérotage commence depuis une position centrale et s'étend de part et d'autre de cette position en utilisant les mêmes numéros de chaque côté et en ajoutant le point cardinal de l'orientation de la rue : North et South (« nord » et « sud ») ou East et West (« est » et « ouest »), pour différencier les positions. Dans les villes où la grille n'est pas orientée selon les points cardinaux, comme Washington, on utilise les points inter-cardinaux : NW (nord-ouest), NE (nord-est), SW (sud-ouest) et SE (sud-est).

### Asie
Dans certains pays d'Asie de l'Est, plus particulièrement en Chine, Taïwan, Japon et Corée, une superstition très commune, la tétraphobie, interdit toute occurrence du chiffre 4 dans la numérotation des bâtiments et des étages.

#### Japon
À Tokyo, la ville est divisée en petites sections possédant chacune son propre code numérique. Les bâtiments de chaque section sont à leur tour numérotés dans l'ordre où ils furent construits, ce qui donne une suite de nombre totalement erratique (deux bâtiments construits l'un après l'autre ne sont pas systématiquement voisins). D'autre part, même si les noms de rues existent, il n'est cependant pas rare que certaines voies n’'en possèdent pas. Elles ne sont de toute manière presque jamais utilisées par les Tokyoïtes, qui se servent des gares, magasins et autres monuments comme repères géographiques.
Tokyo est de ce fait l'une des villes du monde développé où il est le plus difficile de trouver une adresse précise. Les Tokyoïtes eux-mêmes sont souvent incapables de renseigner les étrangers et ont même un plan de la ville sur eux pour pouvoir se repérer. Des plans muraux sont souvent présents au coin des rues, indiquant les numéros de quartiers, de blocs d’immeubles et de sous-blocs, ainsi que les commerces (stations-essence et enseignes diverses), les feux tricolores et les stations de police de quartier.

### Europe

#### Généralités
En Europe, le système le plus couramment employé est le numérotage séquentiel, les nombres impairs d'un côté (généralement à gauche en regardant dans la direction des nombres croissants), pairs de l'autre. Il existe cependant de nombreuses exceptions locales.

#### Allemagne
Le numérotage des voies suit généralement le modèle napoléonien.
Un système particulier dit de la « numérotation en fer à cheval » (Hufeisennummerierung) était utilisé dans l'ancienne Prusse et subsiste partiellement aujourd'hui. Le numérotage commence à la première maison du côté droit de la voie et continue séquentiellement de un en un jusqu'à la dernière maison du même côté, le numéro suivant étant attribué au bâtiment situé en face de cette dernière, puis augmente séquentiellement de un en un du côté gauche  de la voie en revenant vers le début de celle-ci.
Ce système a été en usage à Berlin jusqu'en 1929, les voies étant numérotées dans le quartier du centre (Stadtmitte) à partir du château. Depuis l'entrée en vigueur des principes de numérotage des terrains du 15 janvier 1929 (Grundsätze für die Nummerierung der Grundstücke vom 15. Januar 1929), toutes les rues nouvellement numérotées le sont selon le système de numérotage alterné. Les voies plus anciennes n'ont pas été renumérotées et suivent toujours le système en fer à cheval.
Ce système de numérotage se trouve également dans le centre de Brunswick, dans certains quartiers de Hambourg et en Saxe-Anhalt et Mecklembourg-Poméranie-Occidentale.
Le centre historique de Mannheim utilise un système par bloc, dit par carrés. Les carrés sont identifiés par leur coordonnées avec une lettre et un chiffre, et on numérote en tournant autour de ce carré.
Lorsque se produisent des modifications des parcelles ou du bâti et qu'il ne reste pas de numéro libre, un complément devient nécessaire. La plupart du temps, ce complément est une lettre (7a entre 7 et 8), parfois aussi un chiffre (8/1). Autrefois on utilisait une fraction (3½). Aujourd'hui encore les villes de Bad Tölz, la commune de Kirchanschöring, ou des quartiers de Jachenau ont des numérotages à fraction avec lesquels les lettres peuvent être combinées.
Pour les bâtiments de grande taille, d'autres compléments peuvent être ajoutés comme le numéro de la cage d'escalier ou le numéro d'appartement, qui sont précédés par une barre oblique.

#### Belgique
Depuis 2006, la numérotation des immeubles en Belgique est une compétence communale décrétée sur base d'un arrêté de police et varie d'une commune à l'autre ,
Cette numérotation communale est encadrée par la circulaire du 7 octobre 1992 relative à la tenue des registres de la population et des étrangers : les séries de numéros débutent généralement du côté de la maison communale. Dans les rues bordées de deux rangées de bâtiments, les numéros impairs sont affectés à un côté, les pairs à l'autre. La numérotation est continue pour les rues bordées d'une seule rangée de bâtiments, les places et les impasses. Des numéros doivent être réservés pour les parcelles encore non bâties. Le numéro doit être apposé sur la façade, mais aucune précision n'est fournie quant à cette obligation.

#### France

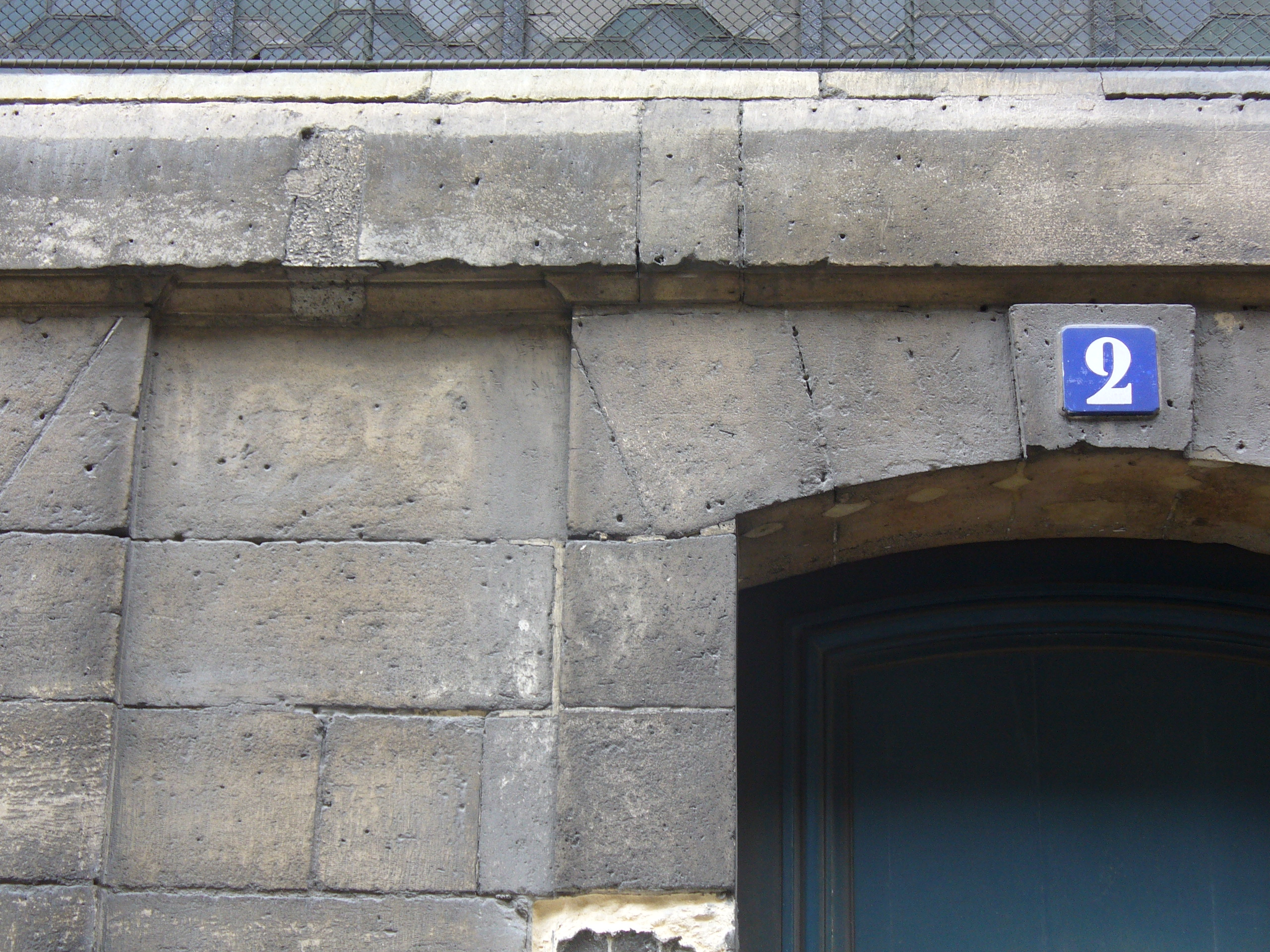
Numérotation du 2, rue Garancière à Paris ; l'ancien numéro 1096 est encore visible sur la gauche.

En France, le numérotage des bâtiments est laissé à l'initiative du maire d'une commune dès lors que cette mesure est nécessaire,,. Il n'existe aucun système imposé, certaines communes peu peuplées comportant d'ailleurs des rues où aucun numéro n'est établi, mais le système le plus courant est le système européen décrit ci-dessus.
Pour les quais ou les anciens quais (par exemple dans le cas de voies d'eau remblayées, comme l'allée de l'Île-Gloriette, à Nantes), le numérotage ne se faisant que d'un côté, il peut être séquentiel de 1 en 1.
À Paris, une première tentative de numérotage voit le jour sous Louis XVI. Sous la Révolution, le numérotage est fait par district, si bien que l’on arrive à des numéros très élevés (le 2, rue Garancière, dans le 6e arrondissement, conserve encore la trace du no 1096).
Le système actuel de numérotation des immeubles de Paris a été établi sous Napoléon Ier, le 4 février 1805 : le numérotage commence au bout de la rue le plus proche de la Seine (ou dans le sens du courant pour les rues parallèles au fleuve), avec les numéros impairs à gauche et les numéros pairs à droite dans le sens des numéros croissants. L’affichage de ces numéros (position, graphisme, etc.) est soumis à une réglementation stricte. Quelques rues font exception à cette règle, comme la rue de Charenton, la rue de Reuilly et la rue de Picpus.
À Bordeaux ou à Tours, par exemple, les numéros impairs sont au contraire situés sur le côté droit de la voie et les numéros pairs sur le côté gauche.
Dans les zones extra-urbaines, un numérotage métrique est le plus souvent utilisé.

#### Italie

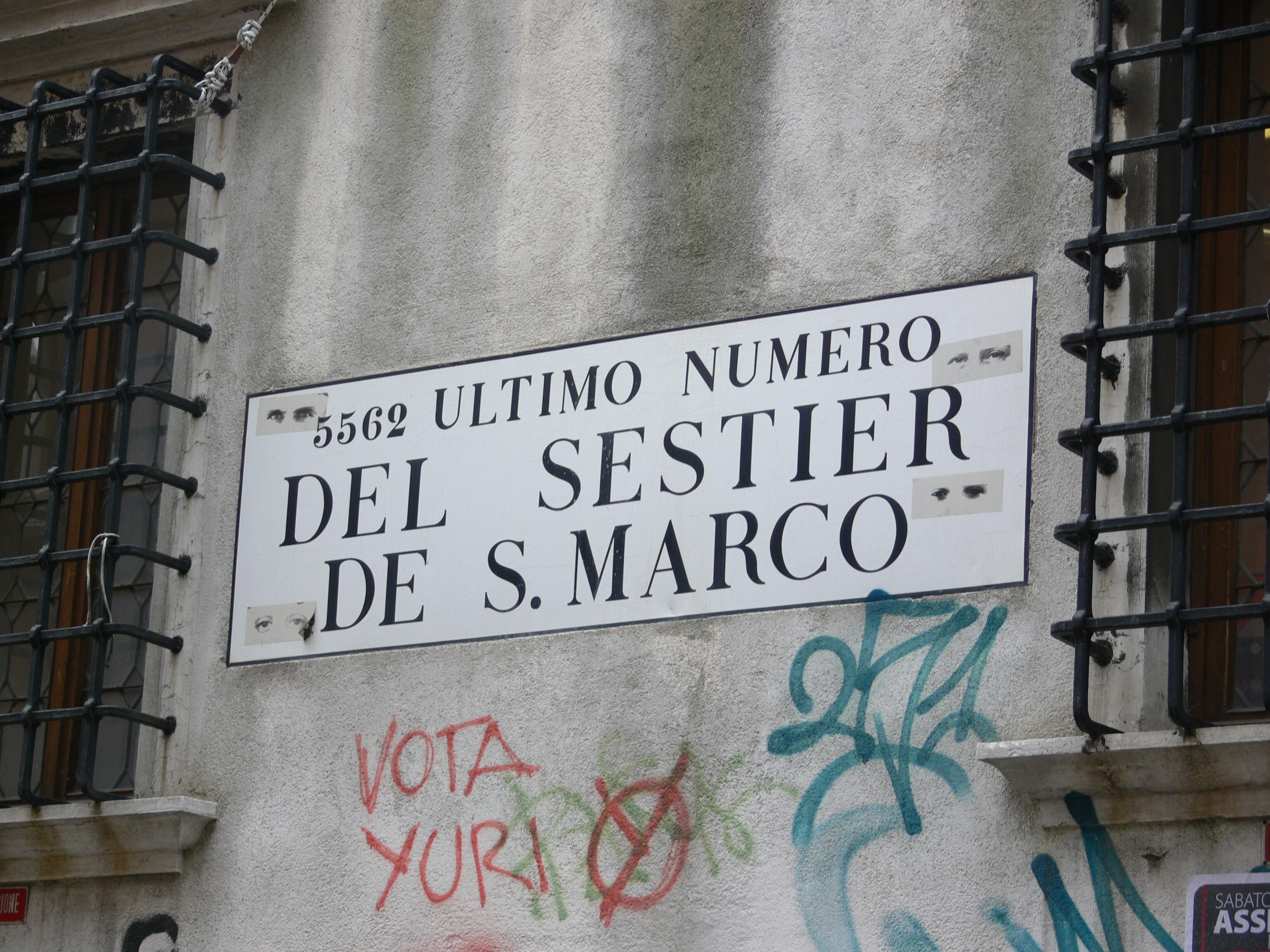
Plaque indiquant le numéro de la Fontego dei Tedeschi à Venise. Le numéro 5562 y est décrit comme le dernier du sestiere de San Marco.

À Florence et à Gênes, deux systèmes de numérotages coexistent : les bâtiments d'habitation sont indiqués en caractères noirs, tandis que les bâtiments professionnels le sont en caractères rouges. Pour une même rue, deux suites de chiffres sont donc utilisées.
À Venise, les bâtiments sont numérotés depuis le 1er juillet 1841 par quartiers et non par voie, suivant un parcours en spirale[réf. souhaitée]. Comme il existe six quartiers, Venise possède donc en tout six séries de nombres.

#### République tchèque et Slovaquie

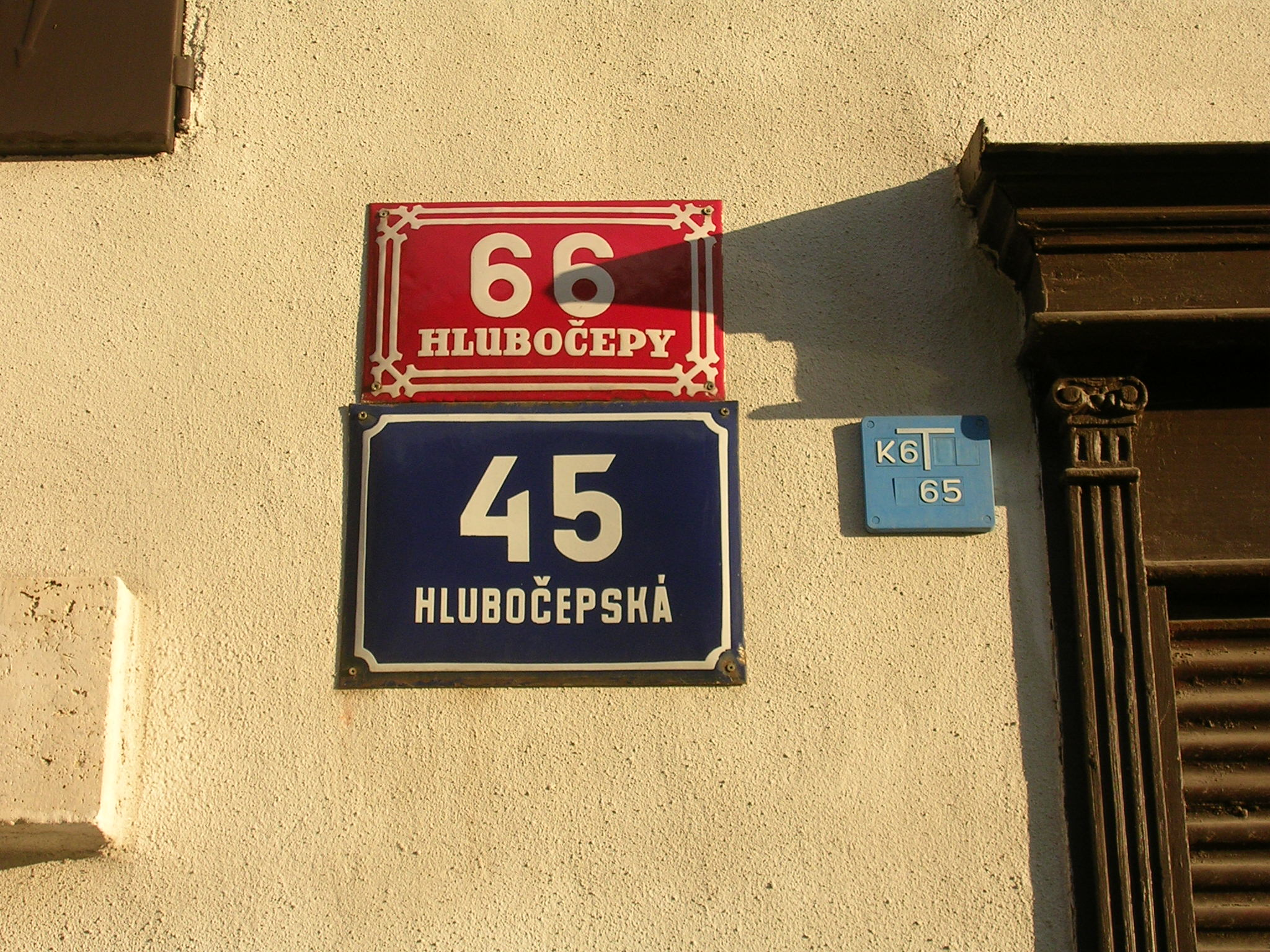
Plaques de numérotation d'une habitation située à Hlubočepy, à Prague. Elle porte le numéro cadastral 66 en rouge et le numéro de rue 45 en bleu.

En République tchèque et en Slovaquie, deux systèmes sont utilisés. Chaque bâtiment possède un číslo popisné (numéro descriptif en tchèque) ou súpisné číslo (en slovaque) en rouge, et un číslo orientační (numéro d'orientation en tchèque) ou orientačné číslo (en slovaque) en bleu ou noir. Le numéro rouge qui correspond à un parcellaire du cadastre, est unique pour chaque bâtiment d'un quartier et peut ne pas suivre les numéros des bâtiments proches. Le numéro bleu est un simple numéro séquentiel, similaire à ceux utilisés dans d'autres villes européennes. Chaque numéro peut être utilisé seul dans une adresse, mais il est possible d'indiquer les deux à la fois pour éviter toute méprise, en commençant par le numéro rouge : « Hlavní 20 / 7 ».
Cette redondance s'explique par le caractère non systématique du nom des rues : dans les villages, elles ne sont généralement pas nommées et le numéro cadastral ou descriptif est alors indispensable au facteur ou visiteur. Dans les villes, au contraire, il est de peu d'utilité mais reste néanmoins obligatoire.

#### Royaume-Uni

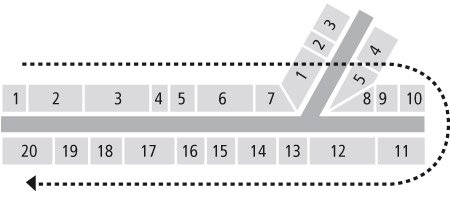
Schéma d'une numérotation séquentielle dans le sens des aiguilles d'une montre, utilisée à certains endroits au Royaume-Uni.

Le début du numérotage des bâtiments au Royaume-Uni date du Postage Act de 1765.
Les nombres impairs sont généralement mais pas toujours sur le côté gauche de la voie lorsqu'on s'éloigne du centre de la ville ou du village. Les maisons qui entourent des places sont souvent numérotées dans le sens des aiguilles d'une montre. Les propriétés construites par la suite sont généralement suffixées par A, B, C, etc., mais des demi-numéros ont été attribués, comme dans le cas de l'ancien poste de police situé au 20½ Camberwell Church Street, à Londres.
Moins couramment, dans le cas d'impasses ou dans certains villages gallois, les bâtiments d'un côté de la rue sont tous numérotés à la suite jusqu'à la fin, et les numéros remontent l'autre côté de la voie jusqu'à son début. À Londres par exemple, le 10 Downing Street, résidence officielle du Premier ministre, est situé juste à côté du 11 Downing Street, résidence du chancelier de l'Échiquier. Ce type de numérotation existe également pour les voies dont un seul côté est construit.

#### Suisse
Le numérotage des voies est régi par la Confédération par le biais d'une ordonnance au niveau fédéral et de la compétence des cantons, qui peuvent appliquer des directives complémentaires. Le numérotage séquentiel est appliqué,.
Plusieurs numéros peuvent être volontairement omis afin de rejoindre le numérotage opposé à la chaussée. Les premiers numéros d'une voie sont en correspondance à un point géographique de référence. Un bâtiment avec plusieurs entrées peut porter plusieurs numéros, suivant les voies où se trouvent les entrées.

### Océanie

#### Australie
En Australie, dans les zones urbaines, la plupart des adresses suivent le système européen (les nombres pairs d'un côté, les nombres impairs de l'autre). Sur les très longues routes urbaines (comme Parramatta Road, à Sydney), le numérotage suit ce schéma mais redébute à 1 ou 2 lorsqu'il passe une limite administrative.
Dans les zones rurales ou semi-rurales, un système basé sur les dixièmes ou les centièmes de kilomètres (voire les mètres) a été établi. Ainsi, une habitation située à 2,3 km du début de la route peut être numérotée « 23 » ou « 230 » .

### Russie et ex-URSS
En Russie et certains autres anciennes républiques de l'ex-URSS, le numérotage européen est généralement employé, les numéros débutant du côté de la rue le plus proche du centre de la ville.

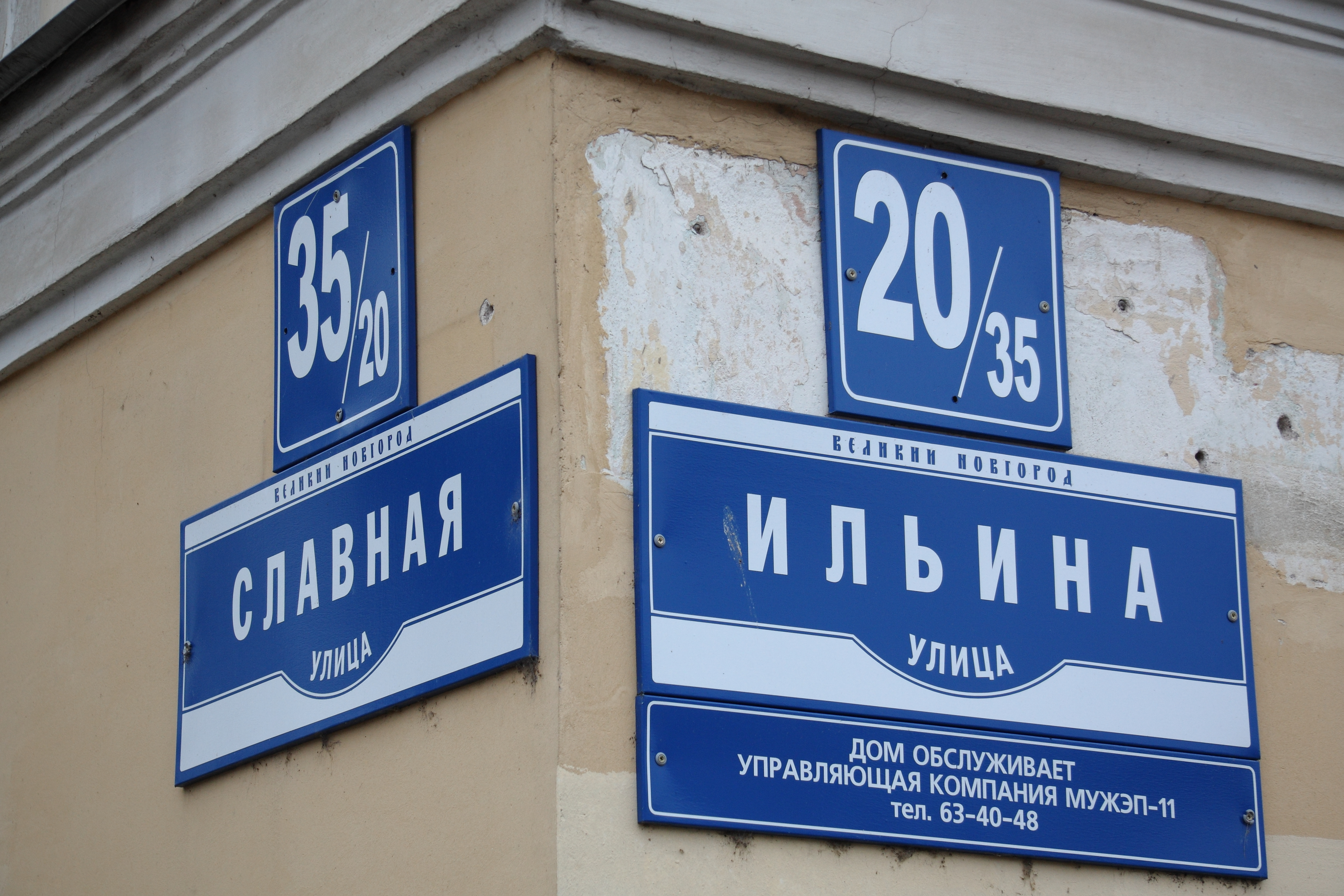
Numéros d'immeuble composites à Novgorod (Russie). À gauche, la rue Slavnaïa, à droite, la rue Iliina.

Les bâtiments situés aux intersections peuvent se voir attribuer un numéro composite : le numéro le long de la voie qui coupe la rue principale est également mentionné, séparé par une barre oblique ; « Нахимова, 14/41 » désigne par exemple que le bâtiment est situé au numéro 14 de la rue Nakhimova et au 41 de la rue qui la coupe.
Les numéros impairs sont généralement situés sur le côté gauche de la voie lorsqu'on regarde dans la direction où le numérotage augmente. Dans certaines villes (comme Saint-Pétersbourg), les numéros impairs sont sur le côté droit.
Certaines villes, particulièrement celles qui hébergeaient des grands centres de recherche scientifiques ou militaires du temps de l'URSS, emploient un système différent : le numérotage fait référence au bloc plutôt qu'à la rue. Dans cette approche, « 12-й квартал, дом 3 » indique le 3e bâtiment (дом, maison) du 12e bloc (квартал, quartier). Quand un lieu numéroté contient plusieurs bâtiments, ils se voient assigner un complément d'adresse intitulé « корпус » (bâtiment) ; celui-ci est généralement un nombre unique à l'intérieur du lieu, incrémenté séquentiellement, mais peut parfois contenir des lettres comme 15а, 15б, 15в, etc. Une adresse russe peut donc ressembler à « Московское шоссе, дом 23, корпус 2 » (rue de Moscou, habitation 23, bâtiment 2) ou  « Льва Толстого, дом 14б » (rue Léon-Tolstoï, habitation 14, bâtiment b).
Sur les rues suburbaines très longues, un numérotage kilométrique peut être utilisé. Par exemple, « 9-й км Воткинского шоссе » (9e kilomètre sur l'autoroute Votkinsk) ou  « Шабердинский тракт, 7-й км » (7e kilomètre sur la route Chaberdy).